# استون مارتین بولداگ
استون مارتین بولداگ (انگلیسی: Aston Martin Bulldog) خودروهای موتور وسط عقب-محور عقب مفهومی، در کلاس اسپورت کوپه است، که توسط ویلیام تونز طراحی و در سال ۱۹۷۹ توسط شرکت بریتانیایی استون مارتین تولید و عرضه شده‌است.